# Gujjanahalli, Mulbagal
Gujjanahalli là một làng thuộc tehsil Mulbagal, huyện Kolar, bang Karnataka, Ấn Độ.